# Ricky Grace
Ricky Grace, né le 20 août 1966 à Dallas,, aux États-Unis, est un ancien joueur américain naturalisé australien de basket-ball, évoluant au poste de meneur.

## Carrière
Ricky Grace commence sa carrière universitaire avec Midland Community College puis rejoint après deux saisons les Oklahoma Sooners de l'Université d'Oklahoma. Lors de ces deux dernières saisons, il participe au tournoi de la NCAA : élimination sur le score de 93 à 91 lors du Sweet Sixteen de l'année 1987, puis finale du Final Four lors de la saison suivante. Lors de celle-ci, Oklahoma s'incline face aux Jayhawks du Kansas sur le score de 83 à 79.
Il rejoint ensuite l'Australie et évolue en National Basketball League (NBL), le championnat australien. Il évolue avec les Perth Wildcats, club avec lequel il remporte quatre titres de champion de NBL, en 1990, 1991, 1995 et 2000, deux titres de Most Valuable Player – Grand Final, meilleur joueur de la finale, en 1990 et 1993. Il figure également à quatre reprises dans le premier cinq du championnat, All-NBL First Team en 1991, 2001, 2002 et 2003. Considéré comme le meilleur joueur des Wildcats (Gordon Ellis Medals as the Perth Wildcats’ Best and Fairest) à six reprises en 1991, 1997, 1998, 1999, 2001 et 2002, il est le cinquième joueur des Wildcats à voir son maillot retiré. Au total, il dispute 482 rencontres sous ce maillot sur une période qui dure de 1990 à 2005. À la fin de sa carrière avec ce club, il est le meilleur marqueur, 8 802, passeur avec 3 470 et intercepteur de l'histoire de celui-ci.
En novembre 1993, il dispute trois rencontres en début de la saison 1993-1994 avec les Hawks d'Atlanta : au total, il inscrit quatre points, capte un rebond et délivre une passe.
Bien que né à Dallas, il porte le maillot de l'équipe d'Australie, les Boomers. Il fait ses débuts avec ceux-ci en 1996 et participe aux jeux olympiques de 2000 à Sydney. Lors de cette compétition, les Boomers s'inclinent en demi-finale face à l'équipe de France sur le score de 76 à 52 puis sur le score de 89 à 71 lors de la finale pour la troisième place face à la Lituanie. Il réalise sa meilleure performance individuelle avec 13 points lors de la rencontre du premier tour contre le Canada.
En août 2010, il devient le sixième joueur des Wildcats à être introduit au Australian Basketball Hall of Fame après Cal Bruton, Scott Fisher, Adrian Hurley, Luc Longley et Andrew Vlahov.